# كلارنس إلدريدج
كلارنس إلدريدج (بالإنجليزية: Clarence Eldridge)‏ هو شخصية أعمال أمريكي، ولد في 24 يونيو 1888 في ثري ريفر في الولايات المتحدة، وتوفي في 7 فبراير 1981 في سيمينول في الولايات المتحدة.